# Miss Italia 1976

Maria Zugarelli, Paola Bresciano e Carmela Pagliara

Miss Italia 1976 si svolse per la prima volta a Diamante, dove è stata eletta Miss Eleganza, a Praia a Mare, dove è stata assegnata la fascia di Miss Cinema, ed infine a Scalea con l'elezione di Miss Italia 1976, dove la serata si tenne il 5 settembre 1976. Il concorso è stato condotto da Pippo Baudo, che è anche direttore artistico e organizzatore della manifestazione. Presidente della giuria fu Corrado Mantoni. Vincitrice di questa edizione fu la sedicenne Paola Bresciano di Trapani.

## Risultati
| Risultato finale | Concorrente          |
| ---------------- | -------------------- |
| Miss Italia 1976 | - – Paola Bresciano  |
| Miss Cinema      | - – Annie Papa       |
| Miss Eleganza    | - – Giuliana Storchi |

## Concorrenti
01) Paola Bresciano (Miss Sicilia)

02) Aurora Sancina (Miss Calabria)

03) Anna Titta Ascione (Miss Campania)

04) Michela Vitucci (Miss Puglia)

05) Laura Fiore (Miss Abruzzo)

06) Serena Italiano (Miss Lazio)

07) Licinia Lentini (Miss Roma)

08) Lauretta Viola (Miss Umbria)

09) Graziella Gagliani (Miss Marche)

10) Cinzia Alessi (Miss Romagna)

11) Donatella Luccarini (Miss Emilia)

12) Patrizia Incerti (Miss Lombardia)

13) Giuliana Storchi (Miss Liguria)

14) Franca Spadaccini (Miss Sardegna)

15) Carla Carli (Miss Piemonte)

16) Tiziana Fava (Miss Veneto)

17) Cinzia Dania (Miss Valle d'Aosta)

18) Eleonora Piol (Miss Trentino Alto Adige)

19) Daniela Venturini (Miss Cinema Lombardia)

20) Corrada Sipione (Miss Cinema Sicilia)

21) Silvana Perdichiazzi (Miss Cinema Puglia)

22) Arianna Vetta (Miss Cinema Veneto)

23) Maria Grazia Zanon (Miss Friuli Venezia Giulia)

24) Simonetta Tesone (Miss Cinema Umbria)

25) Maria Zugarelli (Miss Cinema Lazio)

26) Daniela Audisio (Miss Cinema Piemonte)

27) Carmela Pagliara (Miss Cinema Calabria)

28) Daniela Spadaccini (Miss Cinema Sardegna)

29) Lorella Tagliani (Miss Cinema Emilia)

30) Paola Dionisi (Miss Cinema Romagna)

31) Patrizia Pozzi (Miss Cinema Campania)

32) Maria Pidone (Miss Eleganza Sicilia)

33) Ada De Rose (Miss Eleganza Calabria)

34) Pamela Santi (Selezione Eleganza Emilia)

35) Minuccia Gatto (Miss Eleganza Sardegna)

36) Anna Oranghi (Miss Eleganza Piemonte)

37) Vera Simmerle (Miss Eleganza Lombardia)

38) Annie Papa (Miss Eleganza Campania)

39) Silvane Paonessa (Miss Eleganza Lazio)

40) Enrichetta Bella (Selezione Fotografica)

41) Monica Cestaro (Miss Bella dei Laghi)

42) Adriana Reggiani (Selezione Fotografica)

43) Carmen Russo (Selezione Fotografica)